# フリードリッヒ・ルードヴィッヒ・フォン・シュケル

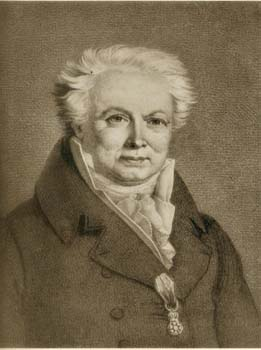
フリードリッヒ・ルードヴィッヒ・フォン・シュケル

フリードリッヒ・ルードヴィッヒ・フォン・シュケル（Friedrich Ludwig von Sckell、1750年9月13日 - 1823年2月24日）は、ドイツの造園家。ドイツにおける風景式庭園の創始者で、ミュンヘンにあるフォルクスガルテンの具体作エングリッシャーガルテンを生み出した。

## 経歴等
家柄は祖父以来の宮廷庭園師で、父はヴァイルブルク領主の庭師から、ファルツ侯に仕え、フリードリッヒはシュヴェッツィンゲンやブルックサールで、造園技術を習得したとされる。1772年にフランスに遊学したあと、侯の命で1773年から3年間、イギリスに留学、帰国後シュヴェッツィンゲンにつとめた。1775年にはアシャッフェンブルクのシェーンブッシュ公園などの改造を手がける。
しばらくはニンフェンブルク宮殿庭園などロマン派的と古典主義が混合した庭を多く計画し、のちにミュンヘンに移る。1789年、選帝侯カール・テオドラの政庁のミュンヘン移転にともない、領地の一部開放が布告され、これを市民休養娯楽地として計画すべくアメリカ合衆国からベンジャミン・トンプソンを招聘、現地のシュケルとともに計画設計に着手する。こうして同年、エングリッシャーガルデンが建設された。
その後もシュケルは各地で多くの庭園を計画しているが、1812年には庭園に関する指導者を出版してもいる。